# Tragocerus cylindricus
Tragocerus cylindricus là một loài bọ cánh cứng trong họ Cerambycidae.